# Claude Bellaigue
Claude Bellaigue (3 août 1787 à Moulins - 12 mars 1873 à Paris), est un avocat et homme politique français.

## Biographie
Avocat à Sens, il fut élu, le 5 juillet 1831, député du 4e collège de l'Yonne (Sens) avec 166 voix sur 284 votants et 320 inscrits, contre le baron Thénard, membre de l'Institut, 106 voix. 
Il siégea d'abord dans l'opposition et vota parfois contre le ministère, notamment contre l'ordre du jour Ganneron (1831). Mais son attitude fut beaucoup moins nette par la suite. Porté sur une liste supplémentaire, comme signataire de la protestation (janvier 1832) des membres de l'opposition contre l'emploi par les ministres de la dénomination inconstitutionnelle de roi de France et de sujets du roi, il écrivit aux journaux pour déclarer qu'il n'adhérait point à cette proposition. Il ne fut pas davantage parmi les députés signataires du compte-rendu du 28 mai 1832, ni parmi ceux qui se récusèrent dans l'affaire de la Tribune. 
Il ne fit pas partie d'autres législatures.
Beau-frère de Julien-Marin-Paul Vuitry, il est le père d'Antonin Bellaigue, président de l'Ordre des avocats près le Conseil d'État et la Cour de cassation, le grand-père de Camille Bellaigue, homme de lettres et camérier secret du pape Pie X, et l'arrière grand-père de Jean Camille Bellaigue.